# ۳۰ اوت
۳۰ اوت دویست و چهل و دومین روز سال در تقویم گریگوری (دویست و چهل و سومین روز سال کبیسه) است و ۱۲۳ روز به انتهای سال مانده‌است، و برابر است با ۸ شهریور.

## رویدادها
- ۱۹۰۷ - امضای معاهدهٔ تاریخی تقسیم ایران بین روسیه تزاری و انگلیس در عهد محمد علی شاه قاجار.
- ۱۹۸۱ - محمدعلی رجایی رئیس‌جمهور و محمدرضا باهنر نخست وزیر جمهوری اسلامی ایران در بمب گذاری سازمان مجاهدین خلق ایران کشته شدند.
- ۱۹۹۱ - استقلال کشور آذربایجان از شوروی.
- ۱۹۹۹ - تیمور شرقی از اندونزی جدا شد و به استقلال دست یافت.

## زادروزها
- ۱۷۴۸ - ژاک لوئی داوید، نقاش فرانسوی.
- ۱۷۹۷ - مری ولاستونکرافت شلی، نویسنده برجسته انگلیسی.
- ۱۸۵۲ - ژاکوب هنریکوس وان هوف، فیزیکدان و شیمیدان هلندی.
- ۱۸۷۱ - ارنست لرد رادرفورد، فیزیکدان انگلیسی.
- ۱۸۸۴ - تئودور سودبرگ، شیمیدان انگلیسی.
- ۱۹۳۰ - وارن بافت، سرمایه‌گذار آمریکایی و ثروتمندترین مرد جهان.
- ۱۹۵۸ - آنا پولیتکوفسکایا، روزنامه‌نگار و فعال حقوق بشر روس.
- ۱۹۸۵ – روبرتو لاگو، بازیکن فوتبال اهل اسپانیا

## مرگ‌ها
- ۵۲۶ - تئودریک بزرگ، پادشاه اوستروگوت‌ها.
- ۱۱۳۹ - رابعه لنبانیه، بانوی محدث ایرانی.
- ۱۴۸۳ - لویی یازدهم، پادشاه فرانسه.
- ۱۹۴۰ - جوزف جان تامسون، فیزیکدان انگلیسی.
- ۱۹۶۱ - شارل کوبورن، بازیگر آمریکایی.
- ۱۹۶۳ - اکسل استرود هال، موسیقی‌دان و رهبر ارکستر آمریکایی.
- ۲۰۰۵ - ملا عبدالکریم مدرس، مفسر، مترجم، شاعر و محقق بزرگ کرد.

## تعطیلات
- پرو - روز سنت روز لیما
- ترکیه - روز پیروزی